# SHOW
SHOW je příkaz SQL. Tento příkaz nijak nemanipuluje s daty, ale slouží k zobrazení informací o objektech databáze (např. seznam tabulek v databázi, seznam políček v tabulce, nebo různé statistické a diagnostické výstupy). Možnosti příkazu se mohou lišit podle typu databáze.

## Syntaxe
```
SHOW
 
CHARACTER
 
SET
 
[
LIKE
 
'maska'
 
|
 
WHERE
 
'podmínka'
]

SHOW
 
COLLATION
 
[
LIKE
 
'maska'
 
|
 
WHERE
 
'podmínka'
]

SHOW
 
[
FULL
]
 
COLUMNS
 
FROM
 
tbl_name
 
[
FROM
 
db_name
]
 
[
LIKE
 
'maska'
 
|
 
WHERE
 
'podmínka'
]

SHOW
 
CREATE
 
DATABASE
 
jmeno_databaze

SHOW
 
CREATE
 
FUNCTION
 
jmeno_funkce

SHOW
 
CREATE
 
PROCEDURE
 
jmeno_procedury

SHOW
 
CREATE
 
TABLE
 
jmeno_tabulky

SHOW
 
DATABASES
 
[
LIKE
 
'maska'
 
|
 
WHERE
 
'podmínka'
]

SHOW
 
ENGINE
 
engine_name
 
{
LOGS
 
|
 
STATUS
 
}

SHOW
 
[
STORAGE
]
 
ENGINES

SHOW
 
ERRORS
 
[
LIMIT
 
[
offset
,]
 
row_count
]

SHOW
 
FUNCTION
 
CODE
 
sp_name

SHOW
 
FUNCTION
 
STATUS
 
[
LIKE
 
'maska'
 
|
 
WHERE
 
'podmínka'
]

SHOW
 
GRANTS
 
FOR
 
user

SHOW
 
INDEX
 
FROM
 
jmeno_tabulky
 
[
FROM
 
jmeno_databaze
]

SHOW
 
INNODB
 
STATUS

SHOW
 
PROCEDURE
 
CODE
 
jmeno_ulozene_procedury

SHOW
 
PROCEDURE
 
STATUS
 
[
LIKE
 
'maska'
 
|
 
WHERE
 
'podmínka'
]

SHOW
 
[
BDB
]
 
LOGS

SHOW
 
MUTEX
 
STATUS

SHOW
 
OPEN
 
TABLES
 
[
FROM
 
jmeno_databaze
]
 
[
LIKE
 
'maska'
 
|
 
WHERE
 
'podmínka'
]

SHOW
 
PRIVILEGES

SHOW
 
[
FULL
]
 
PROCESSLIST

SHOW
 
PROFILE
 
[
types
]
 
[
FOR
 
QUERY
 
n
]
 
[
OFFSET
 
n
]
 
[
LIMIT
 
n
]

SHOW
 
PROFILES

SHOW
 
[
GLOBAL
 
|
 
SESSION
]
 
STATUS
 
[
LIKE
 
'maska'
 
|
 
WHERE
 
'podmínka'
]

SHOW
 
TABLE
 
STATUS
 
[
FROM
 
jmeno_databaze
]
 
[
LIKE
 
'maska'
 
|
 
WHERE
 
'podmínka'
]

SHOW
 
TABLES
 
[
FROM
 
jmeno_databaze
]
 
[
LIKE
 
'maska'
 
|
 
WHERE
 
'podmínka'
]

SHOW
 
TRIGGERS
 
[
FROM
 
jmeno_databaze
]
 
[
LIKE
 
'maska'
 
|
 
WHERE
 
'podmínka'
]

SHOW
 
[
GLOBAL
 
|
 
SESSION
]
 
VARIABLES
 
[
LIKE
 
'maska'
 
|
 
WHERE
 
'podmínka'
]

SHOW
 
WARNINGS
 
[
LIMIT
 
[
offset
,]
 
row_count
]

```

## DESCRIBE a HELP
DESCRIBE je – dalo by se říci – zkratkou za speciální podobu SHOW pro výpis vlastností sloupců zadané tabulky. Místo příkazu:
```
SHOW
 
COLUMNS
 
FROM
 
jmeno_tabulky
;

```

lze psát pouze:
```
DESCRIBE
 
jmeno_tabulky
;

```

MS SQL místo DESCRIBE používá HELP:
```
HELP
 
jmeno_tabulky
;

```

## SHOW CREATE
Příkaz SHOW CREATE vrací SQL kód, kterým byl daný objekt databáze vytvořen. Lze se takto dotázat na vytvoření samotné databáze, tabulky, funkce, procedury, schématu, triggeru, pohledu apod.
```
SHOW
 
CREATE
 
TABLE
 
tabulka1
;

```

Výsledek dotazu lze vzít tak, jak je, a jeho spuštěním (třeba v jiné instalaci) výše specifikovanou tabulku vytvořit. Tento princip se dá využít při ad hoc kopírování či replikaci databáze či jejích struktur, ať už manuálně nebo s použitím např. skriptovacího jazyka.

## Kompatibilita
Příkaz SHOW není zahrnut ve standardu SQL'92. Používají ho například databáze MySQL či PostgreSQL.